# All the Kids Do It
All the Kids Do It is de derde aflevering van het eerste seizoen van het televisieprogramma CBS Schoolbreak Special, die voor het eerst werd uitgezonden op 24 april 1984. De aflevering werd tweemaal genomineerd voor de Daytime Emmy Awards en won een prijs in de categorie Outstanding Children's Special.

## Plot
De aflevering vertelt het verhaal van tiener Buddy Elder, die de consequenties ontdekt van het rijden onder invloed.

## Rolverdeling
- Scott Baio - Buddy Elder
- George Dzundza - Mr. Elder
- Jeremy Licht - Matt Elder
- Frances Lee McCain - Mrs. Elder
- Leslie Hope - Linda
- Geoffrey Blake - Lon
- Danny DeVito - Ackroyd
- Tommy Swerdlow - Denny